# Dmosin (gmina)
Dmosin – gmina wiejska w Polsce położona w województwie łódzkim, w powiecie brzezińskim. W latach 1975–1998 gmina administracyjnie należała do województwa skierniewickiego.
Siedziba gminy to Dmosin.
W 1927 roku pisarzem gminnym był Romuald Dąbkowski, w 1928 roku został odznaczony Brązowym Krzyżem Zasługi za „zasługi w pracy społecznej”.
Według danych z 31 grudnia 2007 gminę zamieszkiwało 4647 osób, natomiast według danych z 31 grudnia 2017 roku – 4476 osób.
Według danych z 31 grudnia 2019 roku gminę zamieszkiwały 4463 osoby.

## Struktura powierzchni
Według danych z roku 2007 gmina Dmosin ma obszar 100,19 km², w tym:
- użytki rolne: 88%
- użytki leśne: 7%

Gmina stanowi 27,94% powierzchni powiatu brzezińskiego.

## Demografia

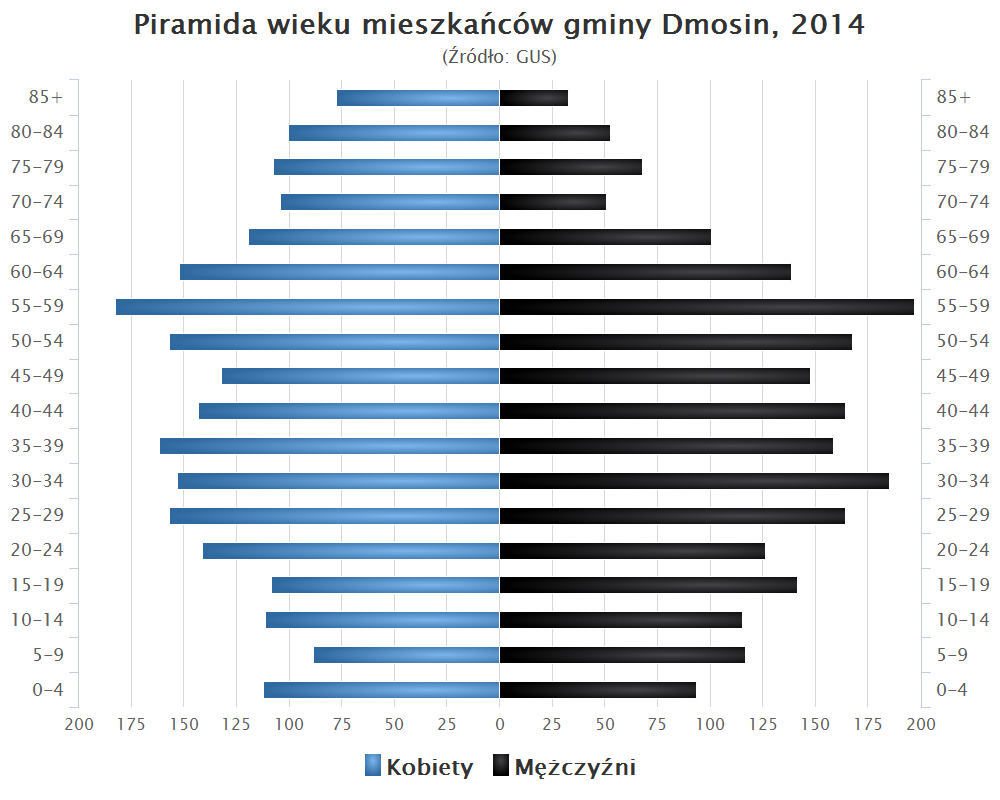
Piramida wieku mieszkańców gminy Dmosin w 2014 roku

Dane z 31 grudnia 2007:
| Opis                              | Ogółem | Ogółem | Kobiety | Kobiety | Mężczyźni | Mężczyźni |
| --------------------------------- | ------ | ------ | ------- | ------- | --------- | --------- |
| jednostka                         | osób   | %      | osób    | %       | osób      | %         |
| populacja                         | 4647   | 100    | 2365    | 50,9    | 2282      | 49,1      |
| gęstość zaludnienia (mieszk./km²) | 46     | 46     | 24      | 24      | 23        | 23        |

## Religia
Większość mieszkańców gminy należy do Kościoła Rzymskokatolickiego. Skupieni są w trzech parafiach:
- w Dmosinie,
- w Kołacinku,
- w Głownie,

Niewielką grupę stanowią wyznawcy Kościoła Starokatolickiego Mariawitów, którzy należą do parafii w Woli Cyrusowej Kolonia i Lipce oraz wyznawcy Kościoła Katolickiego Mariawitów, którzy należą do parafii w Woli Cyrusowej Kolonia.

## Sołectwa
Borki, Dmosin, Dmosin Drugi, Dmosin Pierwszy, Grodzisk, Kałęczew, Kamień, Kołacin, Kołacinek, Koziołki, Kraszew, Kraszew Wielki, Kuźmy, Lubowidza, Nadolna, Nadolna-Kolonia, Nagawki, Nowostawy Dolne, Osiny, Szczecin, Teresin, Wiesiołów, Wola Cyrusowa, Wola Cyrusowa-Kolonia, Ząbki.

## Pozostałe miejscowości
Dąbrowa Mszadelska, Janów, Michałów, Osiny-Zarębów, Praga, Rozdzielna, Zawady.

## Sąsiednie gminy
Brzeziny, Głowno, Głowno (miasto), Lipce Reymontowskie, Łyszkowice, Rogów, Stryków